# Ralph Brinton
William Ralph Brinton (* 26. Mai 1895 in London-Kensington, Großbritannien; † Juli 1975 ebenda) war ein britischer Filmarchitekt mit einigen bemerkenswerten Leistungen beim hochklassigen, sozial ambitionierten Unterhaltungsfilm.

## Leben
Der im Londoner Stadtteil Kensington geborene William Ralph Brinton diente während des Ersten Weltkriegs in der Royal Navy. Nach seiner Entlassung in das Zivilleben absolvierte er zwischen 1922 und 1927 eine architektonische Ausbildung. Im Anschluss daran arbeitete er als Architekt.
Erst zu Beginn der 1930er Jahre stieß Brinton zum Film. Mit 40 wurde er dort Chefarchitekt. Brinton entwarf in der Folgezeit sowohl die Kulissen zu dem ersten britischen Technicolorfilm, der recht schwülstigen Liebesgeschichte Zigeunerprinzessin, als auch die Dekorationen zu Carol Reeds preisgekröntem IRA-Drama Ausgestoßen. Im Herbst 1954 designte er die Filmbauten zu John Hustons 1956 uraufgeführter Romanverfilmung Moby Dick mit Gregory Peck. 
Mit seinen Designs zu dem präzise beobachtenden Aufsteigerpsychogramm Der Weg nach oben war Brinton 1958 an demjenigen Film beteiligt, der einen neuen, sozialrealistischen Inszenierungsstil im britischen Kino initiierte. Daraufhin engagierten ihn auch andere Vertreter dieses neoveristischen, von der französischen Nouvelle Vague beeinflussten Kinos: Es handelte sich dabei um Regisseure, die sich zu den Erneuerern, den „jungen Wilden“ der britischen Filmindustrie zählten wie beispielsweise Tony Richardson. Für ihn schuf Brinton die Filmbauten zu Der Komödiant, Bitterer Honig, Die Einsamkeit des Langstreckenläufers und zu Tom Jones – Zwischen Bett und Galgen. Die Ausstattung zu dem letztgenannten Film brachte ihm eine Oscarnominierung ein. Nach seinen Entwürfen für die Tänzerinbiografie Isadora, der Inszenierung eines weiteren Vertreters des British-New-Wave-Kinos, Karel Reisz, zog sich der 72-jährige Brinton aus dem Filmgeschäft zurück.
Ralph Brinton starb im dritten Quartal des Jahres 1975, wenige Wochen nach seinem 80. Geburtstag, in seinem Londoner Heimatbezirk.

## Filmografie
- 1935: All at Sea
- 1936: Blind Man’s Bluff
- 1936: Zigeunerprinzessin (Wings of the Morning)
- 1937: The Last Adventurers
- 1938: This Man Is News
- 1939: The Mikado
- 1939: This Man in Paris
- 1939: A Window in London
- 1939: The Arsenal Stadium Mystery
- 1946: Ausgestoßen (Odd Man Out)
- 1947: Uncle Silas
- 1948: Schlafwagen nach Triest (Sleeping Car to Trieste)
- 1949: Die Tingeltangelgräfin (Trottie True)
- 1949: Keine Wahl ohne Qual (The Chiltern Hundreds)
- 1949: Your Witness
- 1951: Geheimdienst schlägt zu (I’ll Get You For This)
- 1951: Hotel Sahara (Hotel Sahara)
- 1951: Eine Weihnachtsgeschichte (Scrooge)
- 1952: Weiße Frau im Dschungel (The Planter’s Wife)
- 1953: Der Freibeuter (The Master of Ballantrae)
- 1953: Liebling der Frauen (Knave of Hearts)
- 1956: Moby Dick
- 1956: Yangtse-Zwischenfall (Yangtse Incident)
- 1957: Dämon Weib (The Gypsy and the Gentleman)
- 1959: Der Weg nach oben (Room at the Top)
- 1959: Der Komödiant (The Entertainer)
- 1961: Bitterer Honig (A Taste of Honey)
- 1962: Die Einsamkeit des Langstreckenläufers (The Loneliness of the Long Distance Runner)
- 1962: Tom Jones – Zwischen Bett und Galgen (Tom Jones)
- 1964: Die erste Nacht (The Girl With Green Eyes)
- 1967: Isadora